# ジョエル・モーゼス
ジョエル・モーゼス（Joel Moses、1941年 - 2022年5月29日）は、イスラエル出身でアメリカ合衆国の計算機科学者。マサチューセッツ工科大学の研究所教授。

## 略歴
イギリス委任統治領パレスチナで生まれ、1954年に米国に移住した。コロンビア大学数学科を卒業し、同じくコロンビア大学で数学の修士号を得た。マービン・ミンスキーの指導のもと、記号積分に関する論文で1967年にMITで数学の博士号を受けた。この博士論文は、1969年から1983年にかけて彼の監督下でMITで作成された数式処理プログラムMacsymaの基盤となった。Macsymaは、多項式の因数分解、不定積分、微分方程式、その他の高等な数学の問題を解くことができる。
1974年から1998年にかけて、MITで学長、工学部長、電子情報工学(EECS)部門のリーダー、EECS部門のリーダー補佐、情報工学研究所の副所長を歴任した。2006年から2007年にかけて、MITのエンジニアリング・システム部門のディレクター代理を務めた。2007年から2010年にかけては、テクノロジー・政策・産業開発センターのディレクター代理を務めた。
全米技術アカデミーのメンバーであり、アメリカ芸術科学アカデミー、ACM、IEEE、およびアメリカ科学振興協会のフェローでもある。現在他に13人しかいないMITの研究所教授 (Institute Professor) の地位を占めている。
ドキュメンタリー映画 Plug & Pray の中で、ジョセフ・ワイゼンバウムの作った有名なプログラムELIZAの衝撃について語っている。